# Genoa City (Wisconsin)
Genoa City is een plaats (village) in de Amerikaanse staat Wisconsin, en valt bestuurlijk gezien onder Kenosha County en Walworth County.

## Demografie
Bij de volkstelling in 2000 werd het aantal inwoners vastgesteld op 1949. In 2006 is het aantal inwoners door het United States Census Bureau geschat op 2775, een stijging van 826 (42,4%).

## Geografie
Volgens het United States Census Bureau beslaat de plaats een oppervlakte van 5,8 km², geheel bestaande uit land. Genoa City ligt op ongeveer 263 m boven zeeniveau.

## Plaatsen in de nabije omgeving
De onderstaande figuur toont nabijgelegen plaatsen in een straal van 12 km rond Genoa City.